# Mono Arm
Mono Arm is een enkelzijdige voorwielophanging voor motorfietsen die qua werking gelijkenis vertoont met een gewone voorvork. 
Het systeem werd bedacht door de Nederlandse fabrikant White Power (deze naam is sinds 1991 niet meer in gebruik) en gepresenteerd in 1991. De WP Mono Arm stond model voor TLGS.